# Isabel de Basilea
Isabel de Basilea, död 1562, var en spansk tryckare.
Hon blev 1525 den första kvinnliga tryckaren i Spanien. 